# Música dōjin
El término Música dōjin (同人音楽 dōjin ongaku?), también llamado otokei doujin (音系同人?) en Japón, se refiere a una subcategoría de actividad dōjin. Las obras dōjin son obras o publicaciones en japonés no oficiales y de producción propia, a menudo basadas en producciones y obras originales oficiales y comerciales. Estas publicaciones se venden en sitios especializados, en el sitio del autor y durante convenciones como la popular Comiket.

## Géneros y producción
La música dōjin no es un género musical sino una forma de llamar a las publicaciones amateur que pueden describirse con el término "indie".
La música puede derivar en música de videojuegos. También existe mucha música original dōjin, y se ha creado tanto para juegos dōjin como de forma independiente, abarcando muchos géneros musicales como pop, rock, techno, trance, hardcore y otros.
Suele ser producida por artistas independientes a bajo costo. Las estaciones de trabajo de audio digital suele ser una opción principal para los compositores de música dōjin al ser menos costoso que la masterización de instrumentos en vivo en un estudio. 

## Organización
Los artistas musicales de dōjin suelen hacer proyectos lanzados en solitario o en una banda. Es común que miembros de diferentes grupos colaboren en un álbum en conjunto. Algunos proyectos son colaboraciones de varios artistas que contribuyen a un tema determinado para cada uno de los lanzamientos de sus álbumes.
Generalmente cada miembro tiene su propio sitio individual o blog (como MySpace) en el que publican sus trabajos personales que se pueden descargar de forma gratuita, y proporcionan actualizaciones sobre su participación en próximos álbumes. 
Además del famoso Comiket, los eventos que se llevan a cabo en Japón para la música dōjin incluyen el M3 y el Hakurei Shrine Reitaisai, el último de los cuales incluye música derivada de Touhou Project.

## Notables artistas y grupos
- Akiko Shikata, cantante soprano cuyas obras se basan en el experimentalismo.
- Annabel, cantante que ha trabajado en varias producciones de anime.
- Chata, vocalista de videojuegos y anime.
- Haruka Shimotsuki, vocalista conocida por sus temas de fantasía.
- IOSYS, un grupo de dōjin más comúnmente reconocido por sus arreglos en Touhou
- Kishida Kyōdan & The Akeboshi Rockets, una banda de rock.
- Rekka Katakiri, una cantante que maneja su propio sello Underground.
- Sound Horizon, una banda que se describe a sí misma como una "banda de fantasía"
- Team Shanghai Alice, creadora y compositora de Touhou Project.

## Letrasdōjin
Hay artistas que reescriben las letras de una canción de anime ya existente para crear una canción dōjin, o insertar letras en una pista de anime originalmente instrumental. Muchas letras dōjin están escritas en japonés, chino o coreano.
Hay doblajes de fans de diferentes idiomas de canciones Anime, Mangas, Videojuegos, música de videojuegos o canciones de Vocaloid, en idiomas diferentes, como inglés o español.